# Ambasciata delle Due Sicilie a Torino
L'Ambasciata delle Due Sicilie a Torino era la missione diplomatica del Regno delle Due Sicilie nel Regno di Sardegna, con sede a Torino. Il diplomatico incaricato era accreditato talvolta anche per il Granducato di Toscana.

## Cronotassi dei diplomatici

### Legazione di Torino
| Nome e Cognome                                                | Rango diplomatico         | Accreditamento   | Termine          | Note  |
| ------------------------------------------------------------- | ------------------------- | ---------------- | ---------------- | ----- |
| Antonio Statella di Cassaro, marchese di Spaccaforno          | Ministro plenipotenziario | 28 dicembre 1815 | 30 marzo 1820    | [ 1 ] |
| Vincenzo Grifeo Gravina e Migliaccio, IX Principe di Partanna | Ministro plenipotenziario | 1º aprile 1820   | 16 novembre 1826 | [ 2 ] |
| Domenico Severino Longo, marchese di Gagliati                 | Ministro plenipotenziario | gennaio 1827     | 12 dicembre 1833 |       |
| Vincenzo Ramirez                                              | Ministro plenipotenziario | 12 dicembre 1833 | 23 gennaio 1841  | [ 3 ] |
| Fulco Ruffo di Calabria, principe di Palazzolo                | Ministro plenipotenziario | 23 gennaio 1841  | 10 ottobre 1851  |       |
| Giuseppe Canofari di Santa Vittoria                           | Incaricato d'affari       | 10 ottobre 1851  | 28 luglio 1860   | [ 5 ] |
| Fine del Regno delle Due Sicilie                              |                           |                  |                  |       |